# 桌面視窗管理員
桌面視窗管理員（英語：Desktop Window Manager，簡稱DWM）是微軟作業系統Windows Vista/7/8/8.1/10/11的桌面管理程式。在Windows Vista正式推出之前，DWM原本叫作桌面合成引擎（Desktop Compositing Engine，簡稱）。

## 與先前版本的異同
在微軟的作業系統裡，桌面上的每一個視窗都有一個叫作hwnd的指針，以方便程式對視窗進行調控。在Windows Vista之前，作業系統都會把hwnd連結的視窗內容直接繪製到電腦的螢幕上，以提升顯示效率。這種方法有一個問題：就是當桌面上有多個視窗出現時，作業系統需要計算各個視窗間的重疊部份，並選擇需要顯示的部份繪畫。如果底层窗口卡死，上层窗口就会出现拖影。這種方法，正是傳統以來電腦繪圖對於重疊物件的處理方式。
但從Windows Vista開始，每一個hwnd都會有各自的「幕後點陣圖」，而「桌面視窗管理員」的工作，就是把各個「幕後點陣圖」的影像合併在一起，以之繪製桌面。這種做法的好處是：作業系統的顯示介面可以對各個幕後點陣圖作alpha頻道的處理，達至顯示上的半透明效果，使桌面更為美觀，而壞處是，必須消耗較大的記憶體，以及較高的硬體資源開銷來繪製桌面。

## 與Quartz Compositor的異同
桌面視窗管理員處理桌面視窗的方法，跟Mac OS X的Quartz Compositor處理視窗的方法一樣。因此，有不少電腦雜誌的專欄作者都認為微軟的桌面視窗管理員的概念源自比Windows Vista早數年推出的Mac OS X。

## Windows Flip 3D
Windows Flip 3D是Windows Vista一個可以好好演示桌面視窗管理員的功能的特殊效果。過往，用戶在選擇桌面視窗時，都只能在平面角度（例如：選擇桌面的縮圖）去作選擇；但透過新的Flip 3D，用戶可以像從索引卡找尋資料一樣，把平面的視窗轉換而成的立體翻頁去選擇視窗。這種顯示技巧，有賴桌面視窗管理員在背後為各個視窗製作的「幕後點陣圖」來顯示，使畫面的繪畫時間大幅減低。

## 於 Windows 10 上的現況
在Windows 8.1以及更早以前的Windows版本，用戶可以選擇停用桌面視窗管理員的桌面繪製緩衝處理，以節省繪製桌面所需的性能開銷，但在Windows 10上微軟已經廢止了這個做法，用戶將無法在Windows 10上設置停用桌面繪製緩衝處理來增進效能，有些時候用戶選擇停用桌面繪製緩衝處理並非為了性能，而是為了執行能在舊版Windows上運作的軟體相容性，特別是某些調用硬體加速圖形卡的古老應用程式，這些應用程式有些甚至有二十年以上的歷史，微軟的這個做法導致了這部分需求用戶的困擾，使得這類用戶不得不回頭尋求使用舊版Windows來運作這些應用程式。

## 參看
- Windows Vista 新功能
- Quartz Compositor
- Xgl
- AIGLX